# Pampulha
Het Modern ensemble van Pampulha (Portugees: Conjunto Moderno da Pampulha) is de naam waaronder het urbanistisch project Conjunto Arquitectónico da Pampulha in de Braziliaanse stad Belo Horizonte, hoofdstad van de staat staat Minas Gerais bij UNESCO gekend staat. Het betreft een casino, een balzaal, een jachtclub en een kerk, de Igreja São Francisco de Assis, alle in Internationale Stijl en ingepland rond een kunstmatig meer, Lagoa da Pampulha, in het stadsdistrict van Pampulha.
De gebouwen werden ontworpen door architect Oscar Niemeyer in samenwerking met landschapsarchitect Roberto Burle Marx en enkele Braziliaanse modernistische kunstenaars. Dit team ontwierp later ook de modernistische hoofdstad Brasilia.
In juli 2016 tijdens de 40e sessie van de Commissie voor het Werelderfgoed werd de site erkend als werelderfgoed en toegevoegd aan de UNESCO werelderfgoedlijst.

## Galerij

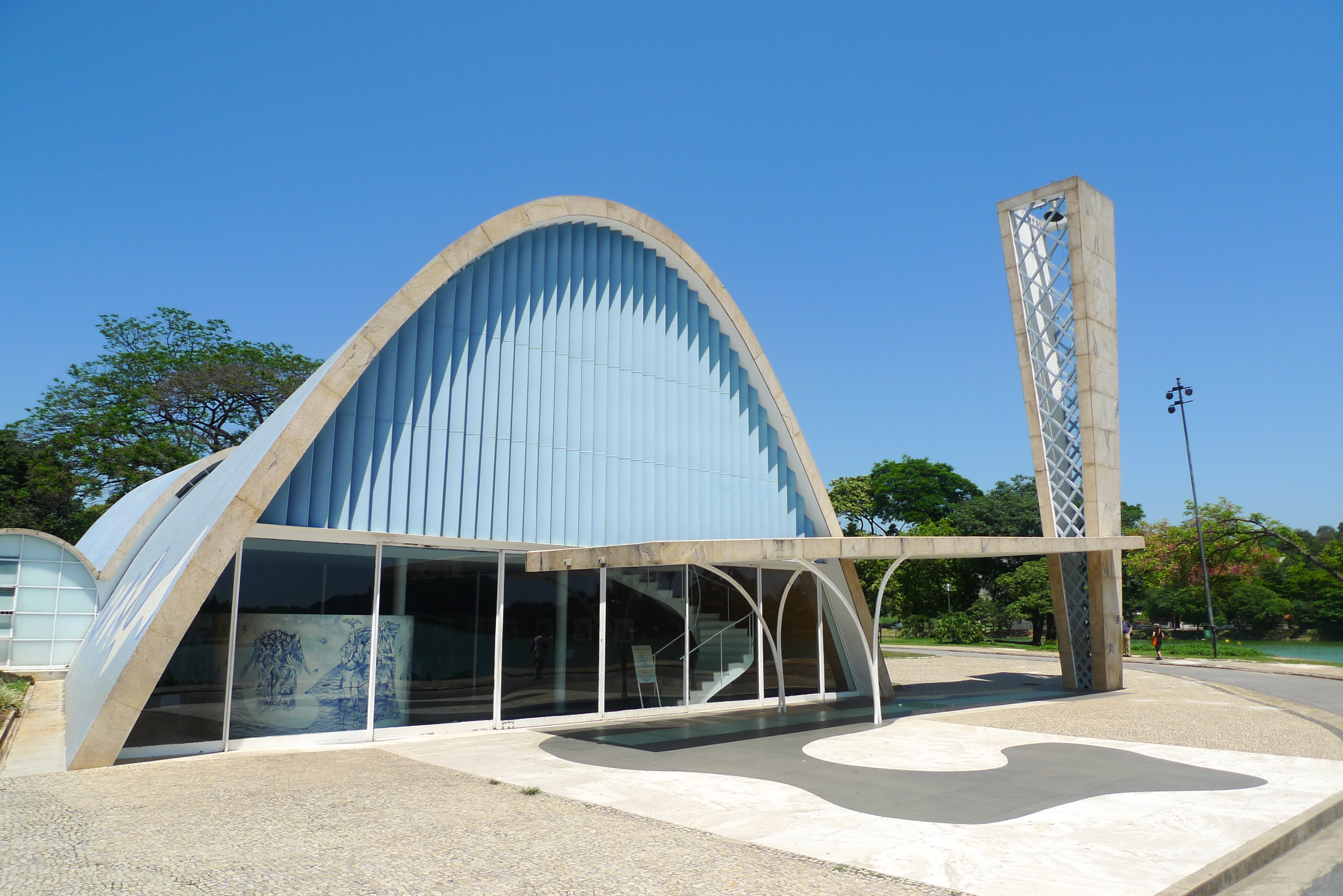
Igreja São Francisco de Assis
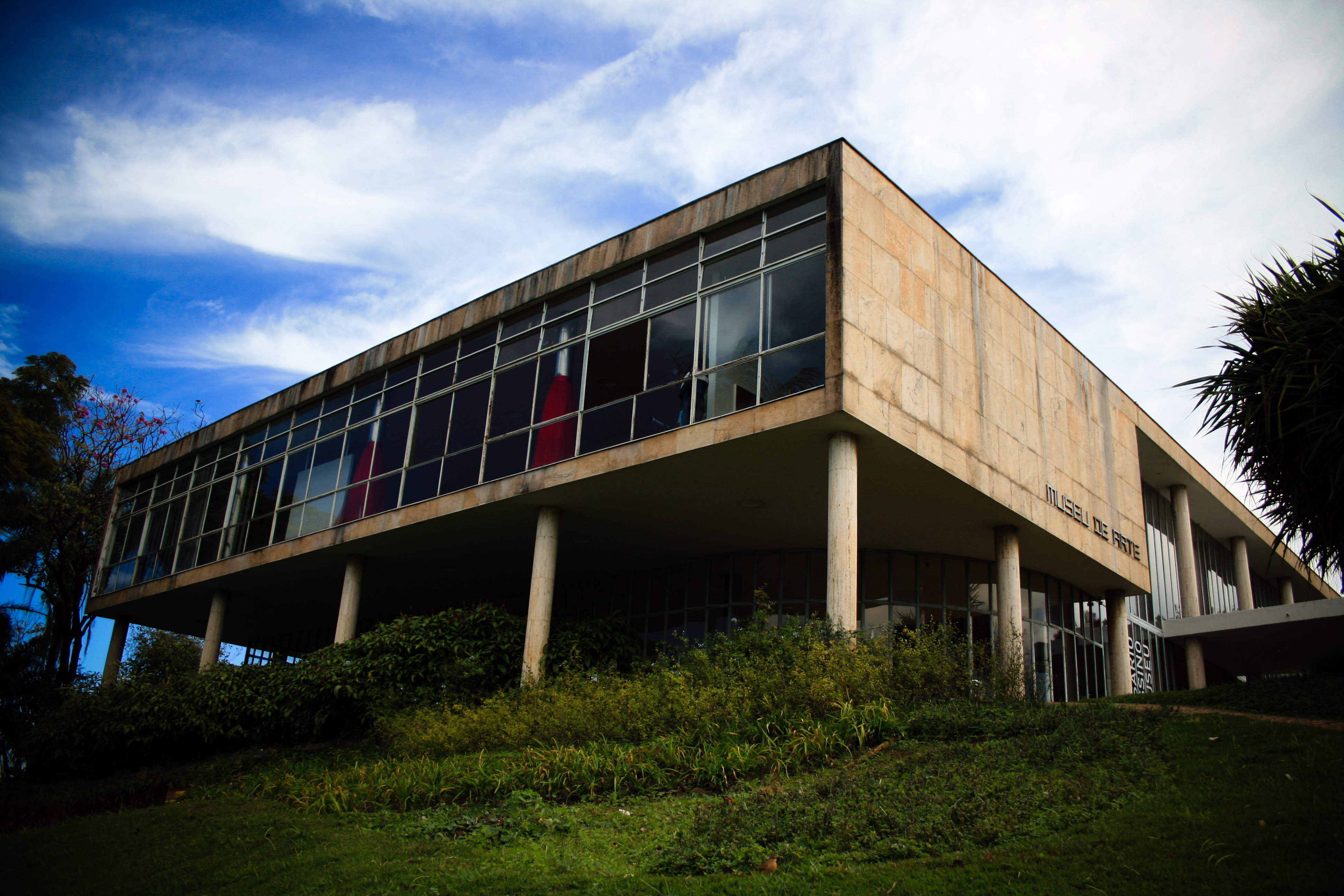
Museu de Arte da Pampulha
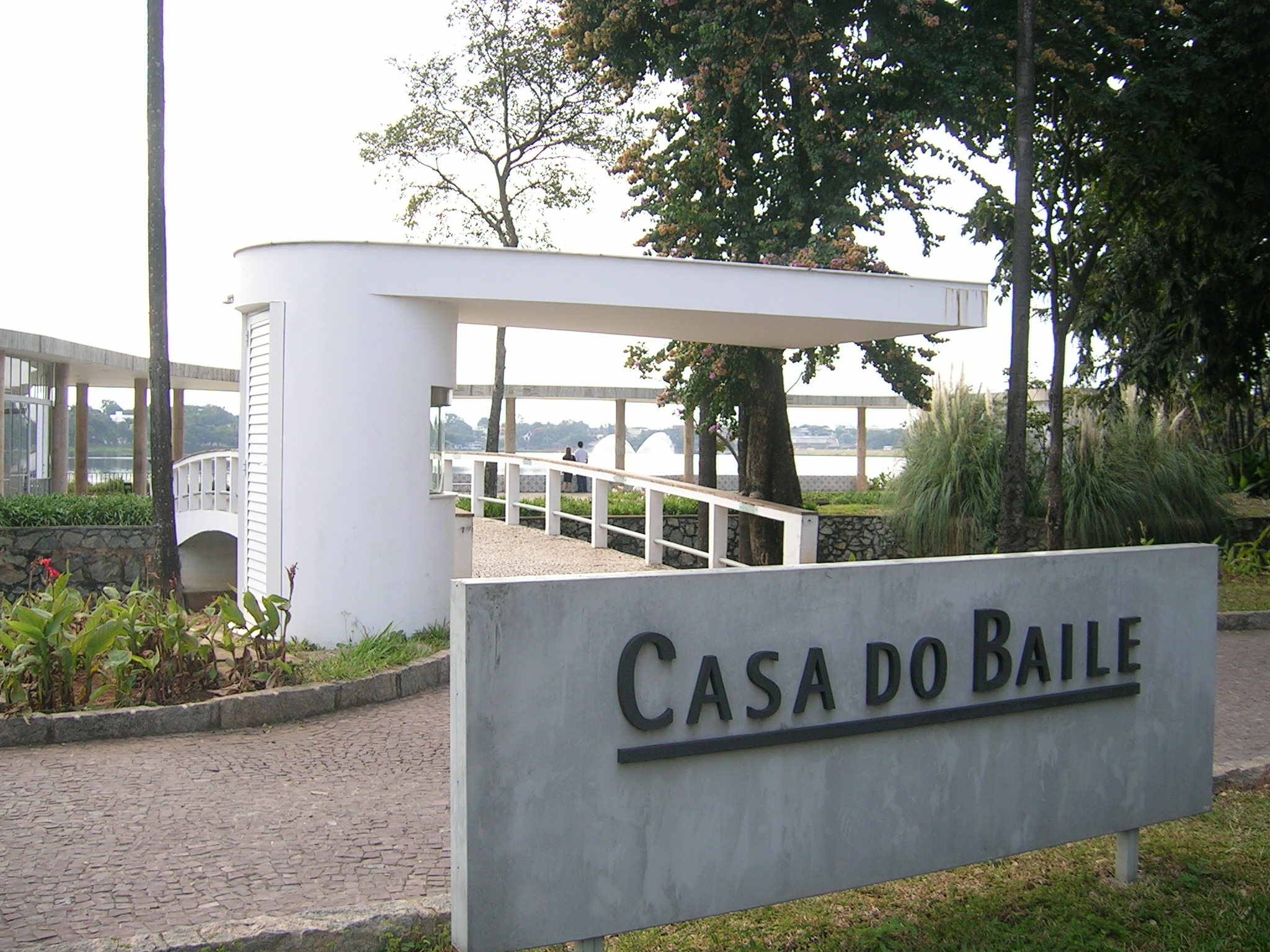
Casa do Baile

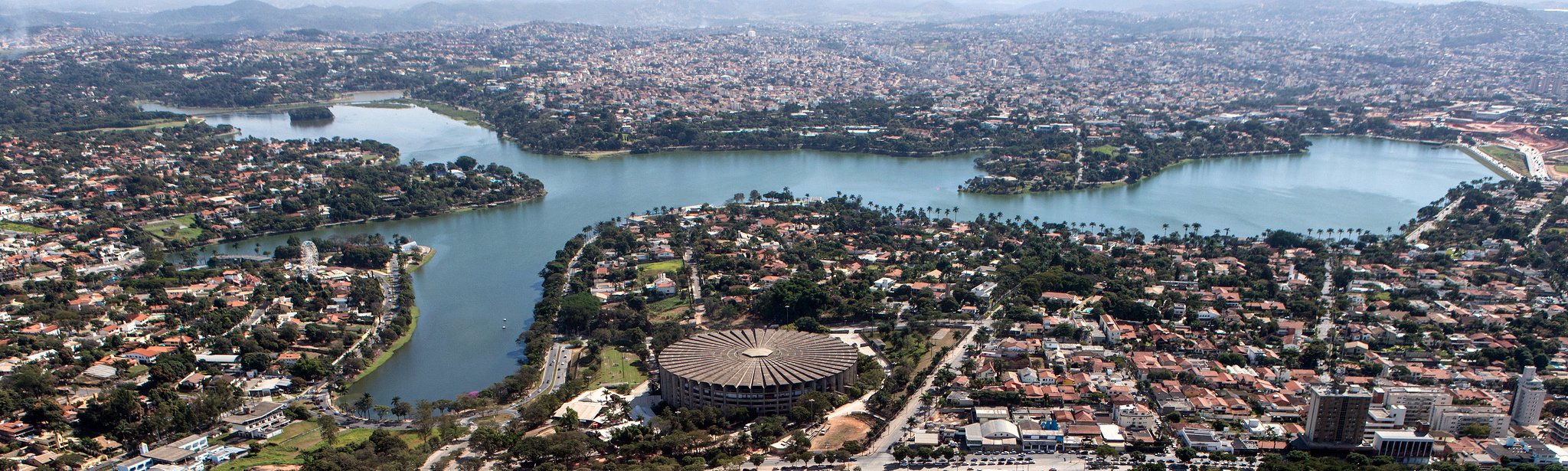
Het Lagoa da Pampulha

Historisch centrum van Ouro Preto ·
Historisch centrum van Olinda ·
Jezuïetenmissies van de Guaraní (São Miguel das Missões) ·
Historisch centrum van Salvador da Bahia ·
Heiligdom van Bom Jesus do Congonhas ·
Nationaal park Iguaçu ·
Brasilia ·
Nationaal park Serra da Capivara ·
Historisch centrum van São Luís ·
Zuidoostelijke Atlantische woudreservaten ·
Woudreservaten van de Costa do Descobrimento ·
Historisch centrum van Diamantina ·
Beschermd Centraal-Amazonegebied ·
Pantanal ·
Braziliaanse Atlantische eilanden: Fernando de Noronha en Atol das Rocas ·
Beschermde gebieden van de cerrado: Nationaal park Chapada dos Veadeiros en Nationaal park Emas ·
Historisch centrum van Goiás ·
São Franciscoplein in de stad São Cristóvão ·
Rio de Janeiro: Cariocalandschappen tussen de bergen en de zee ·
Modern ensemble van Pampulha ·
Archeologische site van de Valongokaai ·
Paraty en Ilha Grande - cultuur en biodiversiteit ·
Sítio Roberto Burle Marx ·
Nationaal park Lençóis Maranhenses